# Caloptilia chrysolampra
Caloptilia chrysolampra là một loài bướm đêm thuộc họ Gracillariidae. Nó được tìm thấy ở Trung Quốc, Nhật Bản (Honshū, Kyūshū, Shikoku), Hàn Quốc và Đài Loan.
Sải cánh dài 8.2-9.2 mm.
Ấu trùng ăn Populus nigra và Salix species, bao gồm Salix babylonica và Salix pseudo-lasiopyne. Chúng ăn lá nơi chúng làm tổ.